# Lucía Riaño
Lucía Riaño (Madrid, 28 de julio de 1975) es una periodista y presentadora de televisión española.

## Trayectoria
Comenzó a estudiar Imagen y Sonido en la Universidad Complutense de Madrid, pero lo dejó y hasta ahora no ha terminado la carrera (intentó sin resultado retomar esa licenciatura en 2005 después de dejar Telemadrid).
Ha trabajado en Radio Fórmula, pero la mayor parte de su carrera profesional se ha desarrollado en televisión.
Sustituyó en 2006 a Emma García durante cinco meses en el programa A tu lado de Telecinco. Tras esa primera oportunidad en televisión, presentó los resúmenes diarios del reality Gran hermano 8 (2006). Desde el 9 de julio de 2007 hasta el 16 de enero de 2009 presentó, junto a Emilio Pineda, el magacín diario Está pasando en Telecinco, en el cual los dos presentadores fueron destituidos.
En el verano de 2009 sustituyó a Ana Rosa Quintana en El programa de Verano durante sus vacaciones de verano.
Desde el 8 de abril de 2010 está en Antena 3 (cadena en la que ya estuvo anteriormente) y en ella ha presentado el dating show CitaxCita y la edición veraniega del magacín matinal Espejo público en sustitución de Susanna Griso durante sus vacaciones.
En julio de 2013 se muda a Miami para trabajar como subdirectora del canal ¡Hola! TV, propiedad del grupo Atresmedia y la revista ¡Hola!.
Desde 2016 es corresponsal de Antena 3 Noticias en Miami.

## Programas de TV que ha presentado
- TVE 2
  - La aventura del saber (1995)
- Antena 3
  - Web Te Ve (2000)[1]
  - CitaxCita (2010)
  - Telepromociones veraniegas (2010)
  - Espejo público (verano 2010)
- Telemadrid
  - Buenos días, Madrid
- Telecinco
  - A tu lado (2006)
  - Gran Hermano Diario (2006-2007)
  - El debate de Supervivientes (2007)
  - Está pasando (2007-2009)
  - El programa de verano (2009)
  - Factor ADN
- Canal 6 Navarra
  - San Fermín San Fermín 2011 (magacín, 2011)
- Navarra Televisión
  - Informativos 20:30 Navarra TV. (2012/2013)
- ¡Hola! TV
  - Conexión ¡Hola! TV (2014/Actualidad)

## Programas de TV en los que ha trabajado
- Antena 3
  - Antena 3 Noticias
  - En antena
  - Impacto TV
  - Ahora

.. Gente de Palabra (Canal Internacional) 
.. Ver Para Creer
- Telecinco
  - TNT (Coordinadora de redacción)